# 세상을 잇는 담쟁이
《세상을 잇는 담쟁이》는 KBS 대구방송총국에서 방송된 텔레비전 프로그램이다.

## 기획 의도
딱딱한 방식에서 벗어나 지역민들이 공감하고 체험할 수 있는 정보 버라이어티 프로그램이다.

## 방송 시간
이 프로그램은 대구광역시와 경상북도 지역에서만 방송되는 프로그램이며, 전국 방송은 KBS 네트워크 특선을 통해서 방송되었다.
| 방송 채널   | 방송 기간                           | 방송 시간                              |
| ----------- | ----------------------------------- | -------------------------------------- |
| KBS대구 1TV | 2011년 6월 15일 ~ 2012년 9월 19일   | 매주 수요일 저녁 7:30 ~ 밤 8:25 (55분) |
| KBS대구 1TV | 2013년 4월 10일 ~ 2013년 10월 16일  | 매주 수요일 저녁 7:30 ~ 밤 8:25 (55분) |
| KBS대구 1TV | 2012년 10월 5일 ~ 2013년 4월 5일    | 매주 금요일 저녁 7:30 ~ 밤 8:25 (55분) |
| KBS 1TV     | 2011년 10월 6일 ~ 2012년 3월 15일   | 매주 목요일 오후 4:10 ~ 5:00 (50분)    |
| KBS 1TV     | 2012년 7월 5일 ~ 2012년 9월 20일    | 매주 목요일 오후 4:10 ~ 5:00 (50분)    |
| KBS 1TV     | 2013년 1월 24일 ~ 2013년 4월 4일    | 매주 목요일 오후 4:10 ~ 5:00 (50분)    |
| KBS 1TV     | 2013년 6월 13일 ~ 2013년 7월 18일   | 매주 목요일 오후 4:10 ~ 5:00 (50분)    |
| KBS 1TV     | 2013년 7월 23일 ~ 2013년 10월 15일  | 매주 화요일 오후 4:10 ~ 5:00 (50분)    |
| KBS 1TV     | 2013년 10월 22일 ~ 2013년 10월 29일 | 매주 화요일 오후 4:00 ~ 4:55 (55분)    |

## 방송 회차

### 2011년
| 회차 | 방송일    | 제목 (원제)                 |
| ---- | --------- | --------------------------- |
| 1    | 6월 15일  | 결혼                        |
| 2    | 6월 22일  | Colorful 대구를 꿈꾸다!     |
| 3    | 6월 29일  | 농촌 희망가                 |
| 4    | 7월 6일   | 은퇴                        |
| 5    | 7월 13일  | 청춘                        |
| 6    | 7월 20일  | 즐거운 나의 집              |
| 7    | 8월 3일   | 아름다운 공존               |
| 8    | 8월 10일  | 여름이야기                  |
| 9    | 8월 17일  | 도전의 또 다른 이름, 스포츠 |
| 10   | 9월 7일   | 천년 고도 경주를 가다       |
| 11   | 9월 14일  | 음식으로 보는 세상          |
| 12   | 9월 21일  | 공부, 세상을 마주하다       |
| 13   | 10월 5일  | 정직한 우리들의 손          |
| 14   | 10월 12일 | 야구, 희망을 쏘다!          |
| 15   | 10월 19일 | 시간의 흔적                 |
| 16   | 11월 2일  | 길을 떠나다                 |
| 17   | 11월 16일 | 바퀴, 세상을 굴리다         |
| 18   | 11월 23일 | 세상에 미치다               |
| 19   | 11월 30일 | 우리의 밤은 낮보다 아름답다 |
| 20   | 12월 7일  | 가족                        |
| 21   | 12월 21일 | 마음을 나누다               |
| 22   | 12월 28일 | 남과 여                     |

### 2012년
| 회차 | 방송일    | 제목 (원제)                   |
| ---- | --------- | ----------------------------- |
| 23   | 1월 4일   | 몸이 전하는 이야기            |
| 24   | 1월 25일  | 고향생각                      |
| 25   | 2월 1일   | 노래하는 인생                 |
| 26   | 2월 8일   | 글의 발견                     |
| 27   | 2월 15일  | 내 인생의 쉼표                |
| 28   | 2월 22일  | 첫 걸음                       |
| 29   | 2월 29일  | 콤플렉스                      |
| 30   | 3월 7일   | 어떤 이의 꿈                  |
| 31   | 6월 20일  | 만화가 보고싶다               |
| 32   | 6월 27일  | 사투리, 살아있네              |
| 33   | 7월 4일   | 패션, 그리고 열정             |
| 34   | 7월 11일  | 땀의 가치, 노동               |
| 35   | 7월 18일  | 당신의 나이는?                |
| 36   | 7월 25일  | 세상을 울리는 소주의 목소리   |
| 37   | 8월 1일   | 여름, 포항이야기              |
| 38   | 8월 15일  | 군대를 말하다                 |
| 39   | 8월 22일  | 짝, 사랑                      |
| 40   | 8월 29일  | 몸이 전하는 말, 춤            |
| 41   | 9월 5일   | 술酒                          |
| 42   | 9월 12일  | 스스로 自                     |
| 43   | 9월 19일  | 세상을 잇는 담쟁이 하이라이트 |
| 44   | 10월 5일  | 돌아오다                      |
| 45   | 10월 12일 | 집착                          |
| 46   | 10월 19일 | 대구                          |
| 47   | 10월 26일 | 대구                          |
| 48   | 11월 2일  | 낭만                          |
| 49   | 11월 9일  | 낭만                          |
| 50   | 11월 16일 | 낭만                          |
| 51   | 11월 23일 | 청년                          |
| 52   | 12월 14일 | 청년                          |
| 53   | 12월 21일 | 아버지                        |
| 54   | 12월 28일 | 아버지                        |

### 2013년
| 회차 | 방송일    | 제목 (원제)                |
| ---- | --------- | -------------------------- |
| 55   | 1월 4일   | 복                         |
| 56   | 1월 11일  | 복                         |
| 57   | 2월 1일   | 공감                       |
| 58   | 2월 8일   | 공감                       |
| 59   | 2월 15일  | 사랑                       |
| 60   | 2월 22일  | 사랑                       |
| 61   | 3월 1일   | 학교                       |
| 62   | 3월 8일   | 학교                       |
| 63   | 3월 15일  | 지역감정                   |
| 64   | 3월 22일  | 지역감정                   |
| 65   | 3월 29일  | 지역감정                   |
| 66   | 4월 5일   | 나무                       |
| 67   | 4월 10일  | 집                         |
| 68   | 4월 17일  | 집                         |
| 69   | 4월 24일  | 일하며 산다는 것           |
| 70   | 5월 1일   | 일하며 산다는 것           |
| 71   | 5월 8일   | 달성공원                   |
| 72   | 5월 15일  | 달성공원                   |
| 73   | 5월 22일  | 김광석 이야기              |
| 74   | 5월 29일  | 김광석 이야기              |
| 75   | 6월 5일   | 삶의 기록                  |
| 76   | 6월 12일  | 삶의 기록                  |
| 77   | 6월 19일  | 밥 먹고 산다는 것은        |
| 78   | 6월 26일  | 밥 먹고 산다는 것은        |
| 79   | 7월 3일   | 우리는 왜 쉬지 못하는가?   |
| 80   | 7월 10일  | 삶, 어떻게 즐길까?         |
| 81   | 7월 24일  | 대구의 여름 밤             |
| 82   | 7월 31일  | 당신의 몸, 건강하십니까?   |
| 83   | 8월 7일   | 당신의 몸, 건강하십니까?   |
| 84   | 8월 14일  | 웃음                       |
| 85   | 8월 21일  | 웃음                       |
| 86   | 8월 28일  | 바다, 그곳에 이야기가 있다 |
| 87   | 9월 4일   | 바다, 그곳에 이야기가 있다 |
| 88   | 9월 25일  | 대구, 골목을 추억하다      |
| 89   | 10월 16일 | 인생은 아름다워            |